# Валанс (Дром)
Вала́нс (фр. Valence) — місто та муніципалітет у Франції, у регіоні Овернь-Рона-Альпи, адміністративний центр департаменту Дром. Населення — 64 483 особи (01.01.2021).
Муніципалітет розташований на відстані близько 480 км на південний схід від Парижа, 95 км на південь від Ліона.

## Історія
До 2015 року муніципалітет перебував у складі регіону Рона-Альпи. Від 1 січня 2016 року належить до нового об'єднаного регіону Овернь-Рона-Альпи.

## Демографія
Динаміка населення (Cassini і INSEE ):
Розподіл населення за віком та статтю (2006):
| Стать | Всього | До 15 років | 15-24 | 25-44 | 45-64 | 65-85 | Понад 85 |
| --- | ------ | ----------- | ----- | ----- | ----- | ----- | -------- |
| Чоловіки | 30 922 | 5426        | 5508  | 8360  | 6937  | 4202  | 489      |
| Жінки | 34 326 | 5405        | 5034  | 8296  | 8139  | 6327  | 1125     |
| \| Статево-вікова піраміда \| Статево-вікова піраміда \| Статево-вікова піраміда \| \| ----------------------- \| ----------------------- \| ----------------------- \| \| Чоловіки \| Вік \| Жінки \| \| 489 \| 85 + \| 1125 \| \| 777 \| 80-84 \| 1390 \| \| 996 \| 75-79 \| 1692 \| \| 1164 \| 70-74 \| 1696 \| \| 1265 \| 65-69 \| 1549 \| \| 1448 \| 60-64 \| 1710 \| \| 1732 \| 55-59 \| 2114 \| \| 1905 \| 50-54 \| 2220 \| \| 1852 \| 45-49 \| 2095 \| \| 1907 \| 40-44 \| 2078 \| \| 1985 \| 35-39 \| 1873 \| \| 2133 \| 30-34 \| 2153 \| \| 2335 \| 25-29 \| 2192 \| \| 2836 \| 20-24 \| 2687 \| \| 2672 \| 15-20 \| 2347 \| \| 1723 \| 10-14 \| 1779 \| \| 1729 \| 5-9 \| 1713 \| \| 1974 \| 0-4 \| 1913 \| |        |             |       |       |       |       |          |
| Статево-вікова піраміда |        |             |       |       |       |       |          |
| Чоловіки | Вік    | Жінки       |       |       |       |       |          |
| 489 | 85 +   | 1125        |       |       |       |       |          |
| 777 | 80-84  | 1390        |       |       |       |       |          |
| 996 | 75-79  | 1692        |       |       |       |       |          |
| 1164 | 70-74  | 1696        |       |       |       |       |          |
| 1265 | 65-69  | 1549        |       |       |       |       |          |
| 1448 | 60-64  | 1710        |       |       |       |       |          |
| 1732 | 55-59  | 2114        |       |       |       |       |          |
| 1905 | 50-54  | 2220        |       |       |       |       |          |
| 1852 | 45-49  | 2095        |       |       |       |       |          |
| 1907 | 40-44  | 2078        |       |       |       |       |          |
| 1985 | 35-39  | 1873        |       |       |       |       |          |
| 2133 | 30-34  | 2153        |       |       |       |       |          |
| 2335 | 25-29  | 2192        |       |       |       |       |          |
| 2836 | 20-24  | 2687        |       |       |       |       |          |
| 2672 | 15-20  | 2347        |       |       |       |       |          |
| 1723 | 10-14  | 1779        |       |       |       |       |          |
| 1729 | 5-9    | 1713        |       |       |       |       |          |
| 1974 | 0-4    | 1913        |       |       |       |       |          |

## Економіка
2010 року серед 40 505 осіб працездатного віку (15—64 років) 28 348 були активними, 12 157 — неактивними (показник активності 70,0%, у 1999 році було 67,9%). З 28 348 активних мешканців працювали 23 503 особи (12 344 чоловіки та 11 159 жінок), безробітними було 4845 (2452 чоловіки та 2393 жінки). Серед 12 157 неактивних 4776 осіб було учнями чи студентами, 3070 — пенсіонерами, 4311 були неактивними з інших причин.

У 2010 році в муніципалітеті числилось 29323 оподатковані домогосподарства, у яких проживали 62171,0 особи, медіана доходів виносила 16 608 євро на одного особоспоживача

## Уродженці
- Жан Грегуар (*1922 — †2013) — французький футболіст, захисник, згодом — футбольний тренер.

- Крістіан Матра (1903—1977) — французький кінооператор
- Поль Рікер (1913—2005) — філософ, засновник філософської герменевтики
- Франк Жюр'єтті (* 1975) — відомий у минулому французький футболіст, захисник
- Себастьян Десабр (* 1976) — футбольний тренер.